# Hunt Peak
Hunt Peak är en bergstopp i Antarktis. Den ligger i Västantarktis. Argentina, Chile och Storbritannien gör anspråk på området. Toppen på Hunt Peak är 610 meter över havet. Hunt Peak ingår i Princess Royal Range.
Terrängen runt Hunt Peak är varierad. Havet är nära Hunt Peak åt sydost.  Trakten är obefolkad. Det finns inga samhällen i närheten. 